# Язва полости рта
Язва полости рта — болезненное поражение слизистой оболочки, выстилающей полость рта. Она может иметь красный или белый цвет. Часто язвы сопровождаются болью, что может привести к обезвоживанию из-за снижения потребления жидкости. Некоторые виды язв могут появляться повторно.
В большинстве случаев язвы возникают в результате местной травмы или афтозного стоматита («стоматита»). Другими причинами могут быть инфекционные заболевания, аутоиммунные заболевания и рак полости рта. Безболезненные язвы могут быть вызваны сифилисом, волчанкой или онкологическими заболеваниями. Диагноз обычно ставится на основании симптомов, осмотра, а при необходимости — биопсии.
Лечение направлено на устранение основной причины появления язвы. Рекомендуется избегать соленой или кислой пищи. Для уменьшения боли можно применять лидокаин. Язвы во рту — довольно распространенное явление. Например, около 20 % людей сталкиваются с афтозным стоматитом.